# دوروثي برانتون
دوروثي برانتون (بالإنجليزية: Dorothy Brunton)‏ هي مغنية وممثلة أسترالية، ولدت في 11 أكتوبر 1890 في ملبورن في أستراليا، وتوفيت في 5 يونيو 1977 في Darlinghurst ‏ في أستراليا.

## وصلات خارجية
- دوروثي برانتون على موقع IMDb (الإنجليزية)